# Droga ekspresowa 70 (Izrael)
Droga ekspresowa 70 (hebr. כביש 70) – droga krajowa biegnąca z miasta Zichron Ja’akow przez masyw górski Karmel i obrzeże Doliny Jezreel do miasta Szelomi na północy Izraela.

## Przebieg

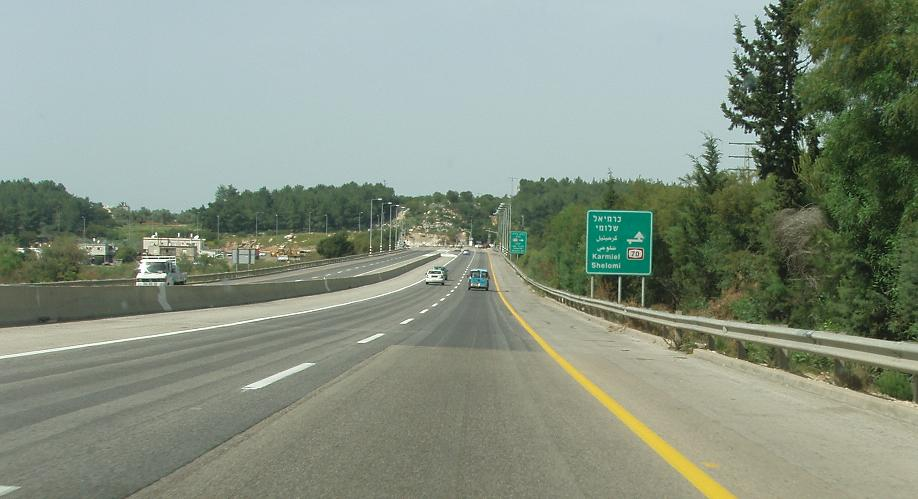
Droga nr 70

Droga nr 70 biegnie południkowo z południa na północ, od miasta Zichron Ja’akow do Szelomi przy granicy z Libanem.

### Równina przybrzeżna
Swój początek bierze na węźle drogowym Zichron Ja’akow z autostradą nr 2 na równinie nadmorskiej. Kieruje się jako dwupasmowa droga na zachód i po 2 km dociera do skrzyżowania z przy arabskim miasteczku Furajdis.

### Wyżyna Manassesa
Następnie jako droga ekspresowa wcina się między wzgórza na których od północy jest miasteczko Furajdis a na południu miasto Zichron Ja’akow. Po 2 km dociera do węzła drogowego przy wiosce młodzieżowej Me’ir Szefeja. Droga nr 652 prowadzi na południowy zachód do miasta Zichron Ja’akow. Dalej droga ekspresowa wykręca na północny wschód i kieruje się przez wzgórza masywu górskiego Karmel w kierunku Galilei. Po 4 km dociera do moszawu Bat Szelomo i po dalszych 5 km do węzła drogowego Ein Tut z autostrada nr 6 przy elektrowni Chaggit. Droga wykręca tutaj bardziej na północ i po 3 km dojeżdża do węzła drogowego przy moszawie Eljakim. Można tutaj zjechać na drogę nr 672, którą jadąc na wschód dojeżdża się do moszawu En ha-Emek, lub jadąc na północ do arabskiej miejscowości Dalijat al-Karmil. Droga nr 70 po kolejnych 5 km dociera do miejscowości Jokne’am.

### Dolina Jezreel
Przy wyjeździe z miasta wykręca na północ i wjeżdża do Doliny Jezreel, by po około 1 km dotrzeć do węzła drogowego Tiszbi z drogą nr 66 i drogą nr 722. Droga nr 66 prowadzi na południe w kierunku do kibucu Megiddo i drogi ekspresowej nr 65, natomiast drogą nr 722 można dojechać do położonych na północny wschód od drogi moszawów Bet Zajid i Sede Ja’akow oraz drogi nr 75. Nasza droga prowadzi dalej na północ, mija położoną na wschodzie miejscowość Kirjat Tiwon i dociera do skrzyżowania z drogą nr 75 przy zakładzie karnym Kiszon. Planowana jest budowa tutaj bezkolizyjnego węzła drogowego. Budowa ma być zakończona pod koniec 2013 roku. Przez następne 3,5 km drogi nr 70 i nr 75 biegną razem jedną dwupasmową drogą. Po stronie północno-wschodniej mijane są wieś komunalna Kefar Chasidim Bet, moszaw Kefar Chasidim Alef i wieś edukacyjna Kfar HaNoar HaDati. Na wysokości miejscowości Jagur znajduje się skrzyżowanie na którym droga nr 75 oddziela się w kierunku północno-zachodnim do miasta Hajfy. Droga nr 752 umożliwia zjechanie do miejscowości Jagur. Natomiast droga nr 70 wykręca na północny wschód i dojeżdża do skrzyżowania z drogą nr 762 prowadzącą do położonych na południu miasteczka Rechasim i wioski Ibtin.

### Zachodnia Galilea
Kawałek dalej jest skrzyżowanie z drogą nr 780, która prowadzi na północ do miasta Kirjat Atta. Następnie mija zjazd do położonego na południe od drogi cmentarza Tel Regev i zjazd do wsi Chawalid. Droga łagodnie wykręca bardziej w kierunku północnym, mija położony na zachodzie kibuc Ramat Jochanan oraz zjazd do miasta Kirjat Atta. Kawałek dalej jest nowy węzeł drogowy z drogą ekspresową nr 79, którą jadąc na północny zachód dojeżdża się do miasta Kirjat Bialik i drogi nr 4, lub jadąc na wschód do miasta Szefaram. Kilometr dalej znajdują się dwa skrzyżowania z drogą nr 781, która prowadzi na zachód do drogi nr 79 i miasta Kirjat Atta, lub na zachód do miejscowości I’billin. Cztery kilometry dalej jest skrzyżowanie umożliwiające zjazd do położonego na wschodzie miasta Tamra, a po kolejnych trzech do miejscowości Kabul. Następnie dojeżdża się do skrzyżowania Javor z drogą nr 805. Potem droga mija położony na zachodzie kibuc Jasur i na wschodzie moszaw Achihud, aby dotrzeć do skrzyżowania z drogą ekspresową nr 85. Obie drogi przez około 500 metrów są ze sobą połączone i wspólnie kierują się na zachód. Następnie droga nr 70 odłącza się, i kieruje dalej na północ. Około 1,5 km dalej mija miejscowość Dżudajda-Makr. Przy wjeździe z miasteczka jest skrzyżowanie z drogą prowadzącą na wschód do wsi Tal-El. Kilometr dalej jest skrzyżowanie z drogą nr 8533, będącą dojazdem do miejscowości Julis i Jirka. Następnie przejeżdża się przez zatłoczoną arabską miejscowość Kafr Jasif, by dojechać do zjazdów do kibucu Bet ha-Emek, wioski Aszerat i moszawu Amka. Po minięciu dużego kompleksu leśnego dojeżdża się do skrzyżowania z drogą nr 8721, prowadzącą na wschód do wsi Kelil. Kolejne skrzyżowania są do wsi Szajch Dannun i moszawu Netiw ha-Szajjara. Przy kibucu Kabri znajduje się skrzyżowanie z drogą ekspresową nr 89, którą jadąc na zachód dojeżdża się do nadmorskiego miasta Naharijja, lub na wschód do wsi Newe Ziw. Po kolejnych 3 km dojeżdża się do skrzyżowania z drogą nr 8911, która prowadzi na wschód do moszawu Awdon. Potem jest zjazd do kibucu Maccuwa i przy miejscowości Szelomi droga nr 70 kończy swój bieg na skrzyżowaniu z drogą nr 899. Jadąc nią na zachód przejeżdża się przez centrum Szlomi i dojeżdża do drogi nr 4, lub na wschód do moszawu Ja’ara.